# 1990 VT6
1990 VT6 är en asteroid i huvudbältet som upptäcktes den 14 november 1990 av den belgiske astronomen Eric W. Elst vid La Silla-observatoriet.